# ابواسو
ابواسو (به لاتین: Aboaso) در غنا است که در منطقه آشانتی واقع شده است.